# Anuppur
Anūppur är en ort i Indien.   Den ligger i delstaten Madhya Pradesh, i den centrala delen av landet, 800 km sydost om huvudstaden New Delhi. Anūppur ligger 503 meter över havet och antalet invånare är 18 122.
Terrängen runt Anūppur är platt. Runt Anūppur är det tätbefolkat, med 530 invånare per kvadratkilometer. Det finns inga andra samhällen i närheten. Trakten runt Anūppur består till största delen av jordbruksmark.